# KTP Basket Kotka
El KTP Basket Kotka es un equipo de baloncesto finlandés con sede en la ciudad de Kotka, que compite en la Korisliiga, y en la FIBA European Cup, la tercera competición europea. Disputa sus partidos en el Steveco Areena, con capacidad para 1600 espectadores.

## Palmarés
- Campeonato de Finlandia: 1958, 1967, 1988, 1991, 1993, 1994
  - Subcampeones: 1960, 1961, 1985, 1986, 1987, 1990, 2013

- Copa de Finlandia: 1978, 1983, 1984, 1985, 1987, 1990, 1993, 2003, 2004
  - Subcampeones: 1986, 1988, 1992, 1994

- Euro Cup of Champions: 1994-1995

## Temporadas
| Temporada | División | Liga       | Posición | Play-Offs        | Copa Finlandesa | Competición Europea    |   |
| --------- | -------- | ---------- | -------- | ---------------- | --------------- | ---------------------- | - |
| 2011-12   | 1        | Korisliiga | 6        | Cuartos de final | –               | –                      |   |
| 2012-13   | 1        | Korisliiga | 3        | Subcampeones     | –               | –                      |   |
| 2013–14   | 1        | Korisliiga | 4        | Semifinales      | –               | 3 EuroChallenge-Top 16 |   |
| 2014–15   | 1        | Korisliiga | 1        | Semifinales      | –               |                        |   |
| 2015–16   | 1        | Korisliiga | 9        | –                | –               | –                      | – |
| 2016–17   | 1        | Korisliiga | 9        | –                | –               | –                      | – |
| 2017–18   | 1        | Korisliiga | 8        | –                | –               | –                      | – |

## Jugadores destacados
| - Bennet Davis - Bojan Šarčević - Ville Mäkäläinen - Roope Mäkelä - Miko Pakkanen - Vesa Pokkinen - Jarkko Toumala - Manuel Barnes - Baboucarr Bojang - Gregory Washington - Dainius Miliūnas - Šarūnas Skadas - Sergey Korobov - Nyika Williams - Sean Allen - Ryan Ayers - Khayri Battle - Terrell Bell - Anthony Blakes - Tim Blue - Chris Cameron - Tony Crocker | - Morris Curry - Herbert Davis - Ronnie Gray - Emmanuel Dies - Herman Favors - Jerald Fields - William Gallman - Devonne Giles - Tavaras Hardy - Josh Heard - Bryan Hill - Maurice Ingram - Jeb Ivey - Brandon Jefferson - Bruce Jenkins - Cory Jenkins - Cory Johnson - Gary Lumpkin - Bryant McAllister - Amal McCaskill - Chad McClendon - Ryan McDade | - Steve McGlothin - Charlie Melvin - Sonique Nixon - Joseph Nixon - Haywood Owens - Robert Owens - Napoleon Petteway - Brandon Polk - Kenny Price - Joe Rhett - Ron Robinson - Pertha Robinson - Randy Rutherford - Marcus Saxon - Kenneth Simms - Steve Smith - Isaac Spencer - Jermaine Spivey - Derrick Stroud - Jan-Michael Thomas - Tony Turner - Lamonte Ulmer | - Durell Vinson - Zakee Wadood - Eric Washington - Correy Watkins - Jeremy Williams - Antwine Williams - Damon Williams - Brian Williams - James Wright - Kenny Younger - Stephane Dondon - Marcus Faison - Aubrey Wiley - Andre Foreman - Clifton Jones - Dwayne Perry - Randall Hanke - Darrell Waters - Ian Young |